# Królowa Południa (telenowela)
Królowa Południa (hiszp. La Reina del Sur) – amerykańsko-hiszpańsko-kolumbijska hiszpańskojęzyczna telenowela z 2011 roku oparta na powieści Artura Pereza-Revertego. Została wyprodukowana przez amerykański kanał Telemundo we współpracy z hiszpańskim kanałem Antena 3 oraz kolumbijską wytwórnią RTI Producciones. Telenowela powstała na podstawie książki o tym samym tytule.
Powstały dwie wersje serialu: 63-odcinkowa (emitowana w większości krajów) i 13-odcinkowa (emitowana w Hiszpanii).
Telenowela zadebiutowała w Stanach Zjednoczonych na kanale Telemundo 28 lutego 2011 roku. W Polsce premierowa emisja odbyła się 14 maja 2012 roku na kanale Novela TV. Również od 3 sierpnia o godzinie 20.10 w Metro 
W 2018 roku Telemundo zapowiedziało 2. sezon. 
2. sezon będzie emitowany od maja na kanale Telemundo.
Królowa Południa z budżetem w wysokości 10 mln USD jest najdroższą telenowelą wyprodukowaną przez Telemundo. Jest także telenowelą z najwyższymi wskaźnikami oglądalności

## Fabuła
Królowa Południa jest historią Teresy Mendozy (Kate del Castillo), 23-letniej kobiety mieszkającej ze swym chłopakiem „El Güero” (Rafael Amaya), handlarzem narkotyków i wschodzącą gwiazdą w kartelu narkotykowym Sinaloa. Raimundo Dávila Parra rozpoczyna handel narkotykami na własną rekę, narażając kartel na straty przez co zostaje zabity na zlecenie Epifanio Vargasa (Humberto Zurita). Teresa odbiera telefon z informacją, że musi uciekać inaczej sama też zginie. Nie wie, że śmierć El Güero została zlecona przez Vargasa, błędnie wierząc, że został on zabity przez rywali w organizacji. W zamian za terminarz Güera, Vargas pomaga uciec kobiecie z kraju.
Przybywa do Hiszpanii aby rozpocząć pracę u businessmana Drissa Larby (Nacho Fresneda) w Melilli na północnym wybrzeżu Afryki. Na promie spotyka Fátimę Mansur (Mónica Estarreado), prostytutkę, która pracuje w klubie Drissa '„El Yamilla”. Teresa dzięki swoim zdolnościom do liczenia zostaje księgową w klubie. Na miejscu poznaje Santiago Fisterrę (Iván Sánchez), galicyjczyka „El Gallego”, który wraz ze swoim przyjacielem Lalo Veigą (Pablo Castañón) pracuje przemycając czarnorynkowe towary, takie jak papierosy przez Cieśninę Gibraltarską do Hiszpanii. Teresa i Santiago zostają parą, a Soraya (Lorena Santos), koleżanka Teresy z klubu z Lalo. Meksykanka wiedząc, że Santiago jest nieszczęśliwy, gdyż mało zarabia prosi pułkownika Abdelkadera Chaiba (Eduardo Velasco), aby Santiago mógł uczestniczyć w przemycie haszyszu. Przemyt zapewnia ogromne zyski, a Teresa i Santiago przenoszą się do Malagi.
Driss Larby mimo iż upłynęło już kilka lat nadal nie może pogodzić się z odejściem Teresy, dlatego z pomocą hiszpańskiego oficera marynarki wojennej, Cañagotasa (Julio Pachon) organizuje przemyt „pułapkę” na Santiago. Podczas akcji płynąc motorówką Teresa i Santiago rozbijają się o skały. Santiago ginie na miejscu a Teresa zostaje aresztowana i wysłana do więzienia. Prawnik Santiago, Eddy Alvarez (Carlos Diez), zawłaszcza ich rzeczy i dom.
W więzieniu, Teresa spotyka Patricię O’Farrell (Cristina Urgel), kobietę pochodzącą z zamożnej rodzinny o korzeniach irlandzko-hiszpańskich, która została skazana za udział w przemycie narkotyków. Zostaje porzucona przez bogatego ojca, który miał dosyć pomagania jej kolejny raz. Z czasem obie stają się bardzo dobrymi przyjaciółkami, choć biseksualna Patricia wyraźnie chce czegoś więcej. Podczas pobytu w więzieniu Patty wyjawia Teresie, że wie, gdzie zostało ukryte pół tony kokainy jej zmarłego chłopaka. Po wyjściu na wolność odnajdują towar i planują sprzedać ją z powrotem rosyjskiej mafii. W trakcie negocjacji dla rosyjskiego szefa mafii w Hiszpanii, Olega Yasilkova (Alberto Jiménez), staje się jasne, że Teresa byłaby cennym nabytkiem dla jego interesów. Teresa, Patty i Oleg wchodzą w spółkę.
Do Hiszpanii przybywa Willy Rangel (Christian Tappán), agent DEA, który rozpoczyna pracę z komisarzem Pablo Floresem (Juan José Arjona) aby znaleźć dowody przeciwko Teresie, która szybko staje się najpotężniejszym handlarzem narkotyków w południowej Hiszpanii. Wspierana przez Yasilkova, i przy pomocy prawnika i znajomego Patty, Teo Aljarafe (Miguel de Miguel) otwiera Transer Nagę, firmę, która ma zamaskować ich prawdziwą działalność. Niedługo potem, trzej zabójcy przybywają z Meksyku, aby zabić Teresę. Dzięki pomocy Olega, jeden z nich zostaje zabity, jeden ucieka, a ostatni, „El Pote” (Dagoberto Gama) ostatecznie staje się jej osobistym ochroniarzem. Teresa i Teo wchodzą w związek.
W międzyczasie, na życzenie Willy’ego przylatuje do Hiszpanii jego asystentka, Veronica (Sara Maldonado), by zaprzyjaźniła się z Patty, i w konsekwencji aby uzyskała dostęp do Transer Nagi. Willy przekonuje Teo do współpracy, grożąc że Teresa dowie się o tym, że zostaje okradana i zdradzana. Przez kolejne miesiące Teresa i Teo przyciągają uwagę mediów, a Patty, porzucona przez Veronicę i zazdrosna o Teresę będącą teraz ulubienicą mediów, zaczyna coraz więcej pić i brać narkotyki. Poprzez nękanie Veronici, Patty dowiaduje się prawdy o swojej byłej dziewczynie: że pracuje dla policji i została wykorzystana, aby dostać się do Teresy. Zrozpaczona prowadzi samochód, który spada z urwiska, zabijając Veronicę. Po przebudzeniu w szpitalu, opowiada o wszystkim Teresie, a następnie popełnia samobójstwo.
W Meksyku, Epifanio Vargas pracuje jako szef kampanii do następnych wyborów prezydenckich. Jego bratanek (który w rzeczywistości jest jego synem) Ramiro (Salvador Zerboni) organizuje zamach na kandydata, zapewniając ojca, że wtedy kandydatura trafi do niego. DEA zaniepokojeni tym, że szef kartelu Sinaloa może być wybrany na prezydenta Meksyku, zmieniają taktykę i oferują wolność Teresie jeśli zgodzi się zeznawać przeciwko Vargasowi niszcząc jego karierę polityczną. Jednocześnie, Vargas każe Ramiro zorganizować przylot Teresy z powrotem do Meksyku pod pozorem zaproszenia na swoją kandydaturę, ale w rzeczywistości by zabić ją, ponieważ jest jedyną osobą, która wciąż żyje, i wie o jego kryminalnej przeszłości.
Oleg przedstawia Teresie dowody, że Teo jest informatorem policji. Meksykanka organizuje pułapkę na Teo i konfrontuje go z prawdą, po czym Pote go zabija. Gdy Teresa dowiaduje się, że hiszpańskie policja próbuje uzyskać nakaz aresztowania, akceptuje umowę świadka koronnego i zgadza się zeznawać przeciwko Vargasowi. Po powrocie do Culiacan, Vargas próbuje najpierw porozmawiać z Teresą i skłonić ją do odmowy składania zeznań, gdy to się nie udaje zleca jej zamordowanie. Następuje nalot na dom, w którym się znajduje. Teresa i Pote próbują uciec. Podczas strzelaniny Ramiro strzela prosto w klatkę piersiową Pote zabijając go. Następnego dnia Teresa opuszcza komisariat triumfując widząc jak wyprowadzany jest Vargas w kajdankach.
Następne sceny siedem miesięcy później pokazują Teresę w zaawansowanej ciąży, żyje w ciszy i spokoju w nadmorskiej willi gdzieś w Hiszpanii. Zostaje wyjawione, że akcja trwała prawie 13 lat.

## Nagrody i nominacje
Festival Mundial de Medios Banff 2011
- nominacja: najlepsza telenowela – Patricio Wills, Hugo León Ferrer, Aurelio Valcarcel Carroll

Premios Tu Mundo 2012
- nominacja: najlepsza telenowela
- nominacja: najlepsza aktorka – Kate del Castillo
- nominacja: największy pech

Premios TVyNovelas (Kolumbia)
- nominacja: najlepsza telenowela – Patricio Wills, Hugo León Ferrer, Aurelio Valcarcel Carroll
- nominacja: najlepszy antagonista – Humberto Zurita

## Obsada i bohaterowie

### Główna
| Aktor/ka            | Charakter                                    |
| ------------------- | -------------------------------------------- |
| Kate del Castillo   | Teresa Mendoza „La Mexicana”                 |
| Humberto Zurita     | Epifanio Vargas                              |
| Rafael Amaya        | Raimundo Dávila Parra „El Güero”             |
| Iván Sánchez        | Santiago López Fisterra „El Gallego”         |
| Alberto Jiménez     | Oleg Yasikov                                 |
| Cristina Urgel      | Patricia O’ Farrell „Lieutenant/La Teniente” |
| Sara Maldonado      | Verónica Cortés/Santos/„Guadalupe Romero”    |
| Miguel de Miguel    | Teo Alljarafe                                |
| Nerea Garmendia     | Eugenia Montijo                              |
| Gabriel Porras      | Roberto Gato Marquez „El Gato Fierros”       |
| Salvador Zerboni    | Ramiro Vargas „El Ratas”                     |
| Dagoberto Gama      | Potequim Galvez „El Pote”                    |
| Alejandro Calva     | César Güemes „Batman”                        |
| Christian Tappán    | Antonio Smith/„Willy Rangel”                 |
| Carmen Navarro      | Marcela „La Conejo”                          |
| Santiago Meléndez   | Saturnino „Nino” Juárez                      |
| Juan José Arjona    | Pablo Flores                                 |
| Carlos Diez „Klaus” | Eddie Álvarez                                |
| Nacho Fresneda      | Driss Larbi                                  |
| Mónica Estarreado   | Fátima Manssur                               |
| Cuca Escribano      | Sheila                                       |
| Eduardo Velasco     | Col Abdelkader Chaïb                         |
| Alfonso Vallejo     | Manolo Céspedes                              |
| Pablo Castañón      | Lalo Veiga                                   |
| Lorena Santos       | Soraya                                       |
| Luis Enrique Roldán | Dr Ramos                                     |

### Drugoplanowa
| Aktor/ka                 | Charakter                 |
| ------------------------ | ------------------------- |
| Adriana Franco           | Carmela                   |
| Alberto Barrero          | Oscar Lobato              |
| Alejandra Lobelo         | „La Ratona”               |
| Alfonso Ortiz            |                           |
| Álvaro Benet             | Yusef                     |
| Angélica María Jaramillo | Adriana                   |
| Arrancha Solis           |                           |
| Beatriz Ramírez          |                           |
| Carlos Camacho           |                           |
| Carmenza González        |                           |
| Claude Pimont            | Nene Garou                |
| Conrado Osorio           | Ivan                      |
| Christian Gómez          |                           |
| Diana Parra              | María Tejada              |
| Diego Camacho            | Tomás Pestaña             |
| Diego Mignone            |                           |
| Edilberto Claro          |                           |
| Elkin Correa Pulgarín    |                           |
| Ezequiel Montalt         | Jaime „Jimmy” Arenas      |
| Germán Hernández         |                           |
| Gonzalo de Sagarminaga   |                           |
| Guido Molina             | Suleimán                  |
| Hani Skafi Janni         | Alberto Rizokarpasso      |
| Ili Martín               |                           |
| Jaime Barbini            | Joaquin Pernas            |
| Jean Carlo Posada        |                           |
| Jean Philippe Conan      |                           |
| Joseph Abadía            |                           |
| Josué Bernal             |                           |
| Juan Carlos Serrano      | Vladimir                  |
| Juan Carlos Solarte      | Dimitrij „Dima”           |
| Juan Pablo Raba          | Jaime Gutiérrez Solana    |
| Juliana Batancort        |                           |
| Julio Pachón             | Cañabotas                 |
| Julio Ramírez            |                           |
| Karim el Karem           | Mohamed Manssur           |
| Lina Restrepo            |                           |
| Lincoln Palomeque        | Faustino Sanchez Godoy    |
| Linda Carreño            |                           |
| Lorena Tobar             |                           |
| Lucía Garay              |                           |
| Luis Alberto Barrero     |                           |
| Luis Carlos Prieto       |                           |
| Luis Fernando Motoa      |                           |
| Luis Hernando Forero     |                           |
| Luisa Fernanda Giraldo   | Trinidad Sánchez „Makoki” |
| Manuel Antonio Gómez     |                           |
| Manuel Boix              |                           |
| María Christina Galindo  |                           |
| María Eugenia González   |                           |
| Martha Liliana Calderón  | Margarita Dávila          |
| Mauricio Mauad           | Popeye                    |
| Mighello Blanco          | Siso Pernas               |
| Moises Arizmendi         |                           |
| Mónica Layton            |                           |
| Patricia Álvarez         | Mercedes Vargas           |
| Patricio Wood            |                           |
| Roberto John Mcbride     |                           |
| Rodolfo Ordóñez          |                           |
| Royer Bermúdez           |                           |
| Santiago Munar           | Dr Alejandro Urbina       |
| Valentina Lizcano        | Marta                     |

## Spis odcinków
| Światowa premiera | Polska premiera | Nr | Hiszpański tytuł       |
| ----------------- | --------------- | -- | ---------------------- |
|                   |                 |    |                        |
| SERIA PIERWSZA    |                 |    |                        |
|                   |                 |    |                        |
| 28.02.2011        | 14.05.2012      | 1  | Correr para vivir      |
|                   |                 |    |                        |
| 01.03.2011        | 15.05.2012      | 2  | Vía de escape          |
|                   |                 |    |                        |
| 02.03.2011        | 16.05.2012      | 3  | Detener inocentes      |
|                   |                 |    |                        |
| 03.03.2011        | 17.05.2012      | 4  | Juego de suerte        |
|                   |                 |    |                        |
| 04.03.2011        | 18.05.2012      | 5  | Vendida por droga      |
|                   |                 |    |                        |
| 07.03.2011        | 21.05.2012      | 6  | Honor herido           |
|                   |                 |    |                        |
| 08.03.2011        | 22.05.2012      | 7  | Venganza Mexicana      |
|                   |                 |    |                        |
| 09.03.2011        | 23.05.2012      | 8  | Escapar del destino    |
|                   |                 |    |                        |
| 10.03.2011        | 24.05.2012      | 9  | Deseo Gallego          |
|                   |                 |    |                        |
| 11.03.2011        | 25.05.2012      | 10 | Pesadilla de tráfico   |
|                   |                 |    |                        |
| 14.03.2011        | 28.05.2012      | 11 | Jugar con la vida      |
|                   |                 |    |                        |
| 15.03.2011        | 29.05.2012      | 12 | Matar por amor         |
|                   |                 |    |                        |
| 16.03.2011        | 30.05.2012      | 13 | Sacrificio de amor     |
|                   |                 |    |                        |
| 17.03.2011        | 31.05.2012      | 14 | Carrera de Hachís      |
|                   |                 |    |                        |
| 18.03.2011        | 01.06.2012      | 15 | Víctima de tortura     |
|                   |                 |    |                        |
| 21.03.2011        | 04.06.2012      | 16 | Amor a la Mexicana     |
|                   |                 |    |                        |
| 22.03.2011        | 05.06.2012      | 17 | Misión cumplida        |
|                   |                 |    |                        |
| 23.03.2011        | 06.06.2012      | 18 | Amar con locura        |
|                   |                 |    |                        |
| 24.03.2011        | 07.06.2012      | 19 | Amor mortal            |
|                   |                 |    |                        |
| 25.03.2011        | 08.06.2012      | 20 | Pelea de Sudacas       |
|                   |                 |    |                        |
| 28.03.2011        | 11.06.2012      | 21 | Objeto de deseo        |
|                   |                 |    |                        |
| 29.03.2011        | 12.06.2012      | 22 | Mala suerte            |
|                   |                 |    |                        |
| 30.03.2011        | 13.06.2012      | 23 | Libertad peligrosa     |
|                   |                 |    |                        |
| 31.03.2011        | 14.06.2012      | 24 | Tesoro de mafia        |
|                   |                 |    |                        |
| 04.04.2011        | 15.06.2012      | 25 | Apuesta rusa           |
|                   |                 |    |                        |
| 04.04.2011        | 18.06.2012      | 26 | Tráfico de influencias |
|                   |                 |    |                        |
| 05.04.2011        | 19.06.2012      | 27 | Enemiga mortal         |
|                   |                 |    |                        |
| 06.03.2011        | 20.06.2012      | 28 | Camino de ceniza       |
|                   |                 |    |                        |
| 07.04.2011        | 21.06.2012      | 29 | Víctima de su Juego    |
|                   |                 |    |                        |
| 08.04.2011        | 22.06.2012      | 30 | Muerte por amor        |
|                   |                 |    |                        |
| 11.04.2011        | 25.06.2012      | 31 | Culpable de masacre    |
|                   |                 |    |                        |
| 12.04.2011        | 26.06.2012      | 32 | Pistas señaladas       |
|                   |                 |    |                        |
| 13.04.2011        | 27.06.2012      | 33 | Escape de suerte       |
|                   |                 |    |                        |
| 14.04.2011        | 28.06.2012      | 34 | Mexicanos a la brasa   |
|                   |                 |    |                        |
| 15.04.2011        | 29.06.2012      | 35 | Morir o vivir          |
|                   |                 |    |                        |
| 18.04.2011        | 02.07.2012      | 36 | Pacto de muerte        |
|                   |                 |    |                        |
| 19.04.2011        | 03.07.2012      | 37 | Salvar reinas          |
|                   |                 |    |                        |
| 20.04.2011        | 04.07.2012      | 38 | Guerra de Reina        |
|                   |                 |    |                        |
| 21.04.2011        | 05.07.2012      | 39 | Atracción desmedida    |
|                   |                 |    |                        |
| 25.04.2011        | 06.07.2012      | 40 | Vida doble             |
|                   |                 |    |                        |
| 26.04.2011        | 09.07.2012      | 41 | Seduccion mortal       |
|                   |                 |    |                        |
| 27.04.2011        | 10.07.2012      | 42 | Ajustar cuentas        |
|                   |                 |    |                        |
| 02.05.2011        | 11.07.2012      | 43 | Alianza sangrienta     |
|                   |                 |    |                        |
| 03.05.2011        | 12.07.2012      | 44 | Venganza de Reina      |
|                   |                 |    |                        |
| 04.05.2011        | 13.07.2012      | 45 | Enemigos cercanos      |
|                   |                 |    |                        |
| 05.05.2011        | 16.07.2012      | 46 | Celebrar divorcios     |
|                   |                 |    |                        |
| 06.05.2011        | 17.07.2012      | 47 | Marcar territorio      |
|                   |                 |    |                        |
| 09.05.2011        | 18.07.2012      | 48 | Despedida suicida      |
|                   |                 |    |                        |
| 10.05.2011        | 19.07.2012      | 49 | Primera plana          |
|                   |                 |    |                        |
| 11.05.2011        | 20.07.2012      | 50 | Deseos de traición     |
|                   |                 |    |                        |
| 12.05.2011        | 23.07.2012      | 51 | Sin salida             |
|                   |                 |    |                        |
| 13.05.2011        | 24.07.2012      | 52 | Amor ciego             |
|                   |                 |    |                        |
| 16.05.2011        | 25.07.2012      | 53 | Engaño fatal           |
|                   |                 |    |                        |
| 17.05.2011        | 26.07.2012      | 54 | Abismo extremo         |
|                   |                 |    |                        |
| 18.05.2011        | 27.07.2012      | 55 | Víctima mortal         |
|                   |                 |    |                        |
| 19.05.2011        | 30.07.2012      | 56 | Amor suicida           |
|                   |                 |    |                        |
| 20.05.2011        | 31.07.2012      | 57 | Arma blanca            |
|                   |                 |    |                        |
| 23.05.2011        | 01.08.2012      | 58 | Traición certera       |
|                   |                 |    |                        |
| 24.05.2011        | 02.08.2012      | 59 | Juego de estafa        |
|                   |                 |    |                        |
| 25.05.2011        | 03.08.2012      | 60 | Estafa mortal          |
|                   |                 |    |                        |
| 26.05.2011        | 06.08.2012      | 61 | Escape y amenaza       |
|                   |                 |    |                        |
| 27.05.2011        | 07.08.2012      | 62 | Última huida           |
|                   |                 |    |                        |
| 30.05.2011        | 08.08.2012      | 63 | Final impactante       |
|                   |                 |    |                        |

## Fabuła
Pierwszy sezon "Królowej Południa" to historia Teresy Mendozy – w tej roli Kate del Castillo, Meksykanki, która pod wpływem dramatycznych wydarzeń przeistacza się ze zwykłej dziewczyny przemytnika narkotyków w największego organizatora nielegalnego handlu na Morzu Śródziemnym.
W drugim sezonie - minęło osiem lat odkąd Teresa Mendoza doprowadziła do porażki kandydującego na prezydenta Meksyku Epifania Vargasa. Dzięki amerykańskiemu programowi ochrony świadków wiedzie spokojne życie we Toskanii pod nową tożsamością. Zarówno dla córki Sofíi, jak i dla reszty świata, jest Maríą Dantes. Wkrótce jednak włoska idylla dobiegnie końca. Wrogowie z przeszłości powrócą, żeby upomnieć się o swoje.

## Produkcja
Większość materiału nagrano w studiach Telemundo jesienią 2010 roku w Kolumbii. Kilku aktorów nagrywało swoje kwestie równocześnie do innych produkcji Telemudno m.in. Rafael Amaya do Ktoś cię obserwuje czy Sara Maldonado do Aurory. Nagrane obrazy przedstawiające Maroko w telenoweli Pustynna miłość zostały również wykorzystane do zobrazowania Gibraltaru i Fez. Piosenka przewodnia w wykonaniu Los Cuates de Sinaloa, jest coverem piosenki Los Tigres del Norte z 2002 roku.

## Kontrowersje
Kate del Castillo (Teresa) i Cristina Urgel (Patricia O’Farrell) publicznie wypowiedziały się przeciwko cenzurze podczas sceny pocałunku między ich postaciami przed transmisją w meksykańskiej telewizji. Del Castillo zachęcała fanów do „bojkotu”. Następnie na Twiterze dziękowała im za wsparcie, mówiąc: „To bardzo ważne, że my wyrażamy siebie, nie chcę abyście widzieli naszą pracę w połowie”. Druga scena z pocałunkiem pomiędzy Patty i Veronicą (Sara Maldonado) została wycięta z odcinka 42. Urgel przyznała, że „Baliśmy się trochę, jak opinia publiczna zareaguje, zwłaszcza w Ameryce Łacińskiej, na niektóre aspekty jej osobowości jej biseksualizm czy nałogi, ale została przyjęta z wielkim uczuciem. Dostałam na Twitterze wiadomości zgratulacjami dla mnie i słowami jak bardzo kochają Patty”.
Ze względu na podejmowaną tematykę, telenowela została skrytykowana za olśniewający opis życia narkomanów. Jeden z przedstawicieli meksykańskiego rządu powiedział, że: „jest to ukłon w stronę przestępczości zorganizowanej”. Del Castillo odpowiedziała mówiąc: „nie widzę tego jako opowieść o handlu narkotykami. Oczywiście trzeba zauważyć, że w środowisku wokół Teresy Mendozy pojawia się to, ale jest to przede wszystkim historia w jaki sposób ta kobieta ratuje swoje życie”.
Inni krytycy sugerują, że seria bagatelizuje siłę męskości w podziemiach narkotykowych, kwestionują to czy kobieta taka jak Teresa Mendoza kiedykolwiek naprawdę jest w stanie osiągnąć taką władzę na scenie zdominowanej przez mężczyzn.
Iván Sánchez (Santiago „El Gallego” Fisterra) powiedział w wywiadach dla hiszpańskich mediów, że nie jest zadowolony z wyniku, jaki okazał się po postprodukcji. „Jestem naprawdę zadowolony z mojej pracy, ale produkt końcowy jest naprawdę dziwną mieszanką: nie jest to telenowela, a nie jest to także seria z jakością, jaki powinien mieć serial w czasie prime time. Wydawało się, że Antena 3 umieści wszystkie uwagi amerykańskiej stacji, ci z kolei zmniejszyli koszty, dlatego ciężar produkcji spadł na stronę amerykańską i kolumbijską. Coś naprawdę dziwnego się stało. Nie było komunikacji. Jestem bardzo zadowolony z tego, co przeżyłem i mojej strony zawodowej, ale nie jestem zadowolony z wyniku, który widziałem”.
Arturo Pérez-Reverte, autor powieści na której oparta jest telenowela, skrytykował 13-sto odcinkową wersję wyemitowaną przez Antena 3, nazywając to „pomyjami”. Jest to duży kontrast pomiędzy 63-odcinkową serią pokazaną w obu Amerykach, którą nazwał „doskonałą operą mydlaną”, mówiąc, że jest „niezwykle skuteczna, mimo swoich ograniczeń i błędów”. Pérez-Reverte pochwalił aktorów, mówiąc: „Kate del Castillo i inni aktorzy są wspaniali”.

## Emisje
| Kraj                 | Tytuł              | Kanał TV               |
| -------------------- | ------------------ | ---------------------- |
| Boliwia              | La Reina Del Sur   | Red ATB                |
| Bośnia i Hercegowina | ???                | TV Pink BH             |
| Chile                | La Reina Del Sur   | Mega                   |
| Chorwacja            | Kraljica juga      | Doma TV                |
| Czarnogóra           | ???                | TV Pink M              |
| Dominikana           | La Reina del Sur   | Telesistema 11         |
| Ekwador              | La Reina Del Sur   | Ecuavisa               |
| Gruzja               | სამხრეთის დედოფალი | Rustavi 2              |
| Gwatemala            | La Reina Del Sur   | Televisiete            |
| Hiszpania            | La Reina Del Sur   | Antea 3                |
| Honduras             | La Reina Del Sur   | Televicentro - Canal 5 |

| Kraj               | Tytuł                  | Kanał TV           |
| ------------------ | ---------------------- | ------------------ |
| Iran               | The Queen of the South | Zemzemeh           |
| Kanada             | La Reina Del Sur       | TLN en Español     |
| Kolumbia           | La Reina Del Sur       | Caracol TV         |
| Kostaryka          | La Reina Del Sur       | Teletica           |
| Macedonia Północna | ???                    | TV Pink 15         |
| Meksyk             | La Reina Del Sur       | Galavisión         |
| Nikaragua          | La Reina del Sur       | Televicentro       |
| Panama             | La Reina Del Sur       | TVN Panamá         |
| Paragwaj           | La Reina Del Sur       | SNT                |
| Peru               | La Reina Del Sur       | ATV                |
| Polska             | Królowa Południa       | Novela TV, Netflix |

| Kraj              | Tytuł            | Kanał TV        |
| ----------------- | ---------------- | --------------- |
| Portoryko         | La Reina Del Sur | WKAQ-TV         |
| Rosja             | Koroleva Yuga    | Domashny        |
| Rumunia           | ???              | Acasa           |
| Salwador          | La Reina Del Sur | TCS             |
| Serbia            | Kraljica juga    | RTV Pink        |
| Słowacja          | Kráľovná juhu    | TV Doma         |
| Słowenia          | Kraljica juga    | Pink SI         |
| Stany Zjednoczone | La Reina del Sur | Telemundo       |
| Urugwaj           | La Reina Del Sur | Canal 4         |
| Wenezuela         | La Reina Del Sur | Venevisión Plus |
| Węgry             | Dél Királynője   | Cool TV         |